# Сухоносівка (Лубенський район)
Сухоно́сівка — село в Україні, у Чорнухинській селищній громаді Лубенського району Полтавської області. Населення становить 378 осіб. До 2018 орган місцевого самоврядування — Постав-Муківська сільська рада. Забудова села вулична, іноді дисперсна.

## Географія

### Розташування
Село Сухоносівка знаходиться за 3 км від правого берега річки Многа, за 2,5 км від сіл Постав-Мука, Пацали та Пізники. Селом протікає кілька струмків, що зливаються в один, який впадає в річку Многа. В самому селі знаходиться невеликий ставок і один на північний захід від Сухоносівки в урочищі Колядине. Поруч проходить автомобільна дорога Р60.

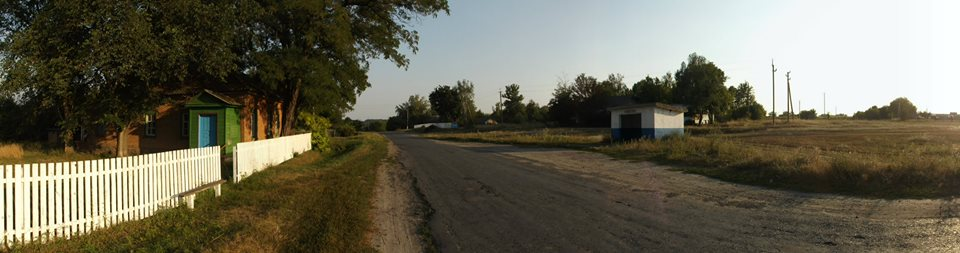
Центральна вулиця села Сухоносівка

Село розташоване на кількох пагорбах. Поблизу села знаходяться (південний захід та захід) значні лісові масиви, найбільшим з яких є заказник Монастирище(733 га).

### Геологія
Серед корисних копалин є глина, буре вугілля.

### Фауна і флора
Види тварин, що зустрічаються в лісах поблизу села: свиня дика, лисиця руда, сарна європейська, заєць сірий, лисиця руда, борсук, вивірка лісова, трапляється лось звичайний.

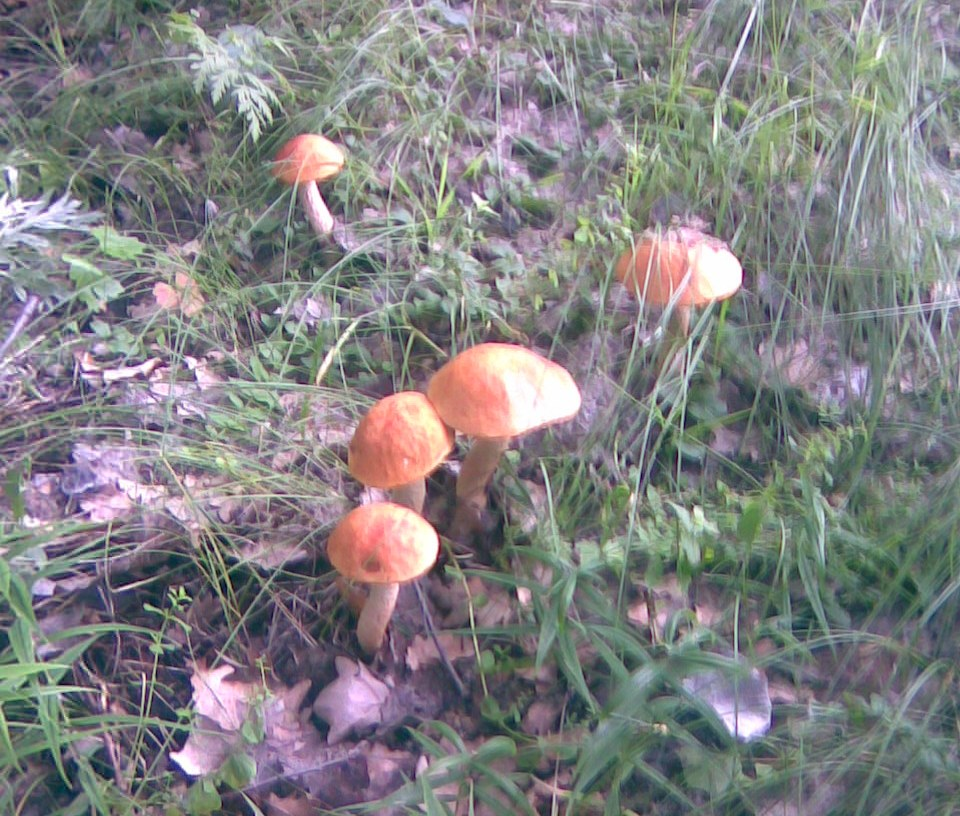
Підосиновики в лісі поблизу Сухоносівки

Основні види дерев, що зростають поблизу села: дуб, граб, ясен, верба. Поблизу села знаходяться насадження берези для боротьби з ерозією ґрунтів. Береза також трапляється в лісосмугах. На північ від села знаходиться насадження сосен.

## Історична довідка (детальнішеІсторія Сухоносівки)
Територія села Сухоносівки і прилеглої до неї місцевості була заселена ще в давнину. Поблизу села знаходилося поселення скіфського часу VI—III ст. до н. е. площею близько 20 га. Пізніше воно було заселене слов'янами. На території Сухоносівського городища було знайдено кілька знахідок давньоруського періоду (IX—XIII ст.)
Перша писемна згадка про село Сухоносівку датується 1650-м роком. У 1666—1757 роках Сухоносівка входила до складу Чорнухинської, а 1757-1781 роках —  Курінської сотні  Лубенського полку. Поблизу Сухоносівки в XVIII ст. знаходилося кілька хуторів: Красногірка (у 1764 році — 6 хат, Колотівщина (одна хата) та Човновий (майбутні Пацали — 3 хати в 1764 році). У 1666 році зроблено перший перепис Сухоносівки. На той час у селі згадується 15 господарств. 28 грудня 1721 року (8 січня 1722 року) село передано у власність Якову Марковичу(1696–1770). У 1710 році поблизу села відкривається Свято-Троїцький Красногірський Чорнуський монастир.
1800-1917 рр. У 1848 році сухоносівську церкву поставлено на мурований цоколь. До неї було прибудовано дерев'яну дзвіницю. При церкві відкрито церковно-парафіяльну школу, діяла бібліотека та церковно-парафіяльне попечительство. У 1912 році кількість прихожан була такою: привілейованих станів — 14 чоловік, міщан — 8 чоловік, козаків — 330 чоловік, селян — 400 осіб чоловічої статі 
Події 1917—1920 рр. Під час революційних подій 1917—1920 років село перебувало під владою Центральної Ради, більшовиків, німців. Через село проходили загони білогвардійської Добровольчої армії Денікіна, Махна. Радянська влада встановлювалася двічі: у 1918 та 1919 роках (після відходу німців). У 1918 році створено ревком, який очолив Григорій Максимович Шеремет. В 1920 році створено комітет незаможних селян, який очолив колишній голова ревкому Шеремет Г. М.
Голодомор. Колективізація та Голодомор Перші спроби колективізації в Сухоносівці були в 1928—1929 роках. Остаточно здійснено колективізацію у 1933 році. Створено 6 колгоспів. Точна кількість жертв Голодомору невідома. Щоб уявити масштаби трагедії, достатньо порівняти смертність у Сухоносівці по роках: 1930 рік — померло 26 чол., 1931 — 22 чол., 1932 — 36 чол., 1933—157 чол., 1934 — 55 чол., 1935 — 22 чол., 1939 — 19 чол.
Німецько-радянська війна. З початком війни багато чоловіків було мобілізовано до Червоної Армії. З тих, кого мобілізували в перші місяці війни, повернулося кілька чоловік (з кількох десятків). Під час бомбардувань німецькою авіацією влітку 1941 року загинуло 2 людини. Восени 1941 року селом відступали частини Південно-Західного фронту на чолі з М.Кирпоносом. Сухоносівку було окуповано 17 вересня 1941 року. На роботи до Німеччини в 1942—1943 роках вивезено 166 чоловік (четверо поїхало добровільно), з них 3 чол. загинуло на чужині. 17 вересня 1943 року Сухоносівку звільнено частинами 309 стрілецької дивізії Воронезького фронту. Всього з села мобілізовано 257 чоловік. Загинуло на фронті — 109 чоловік (1 розстріляний, 1 помер від хвороби, троє померло в полоні).

1943-2001 рр. Після визволення села почалася відбудова господарства. У 1943—1963 роках збудовано приміщення контори колгоспу, медпункту з пологовим відділенням, гараж, телятник, конюшню, пташник, 3 корівники, 2 свинарники. У 1950 році 3 колгоспи об'єднано в один — Імені Т. Г. Шевченка. У 1963 році його об'єднано з колгоспом імені 40-річчя Жовтня. Новий колгосп отримав назву «Більшовик». Він проіснував до 1998 року (у 1991 році відокремилася Постав-Мука), коли на його основі було створено Селянську Спілку «Нива». У 1960-1980-х роках відбувалося економічне піднесення колгоспу. Але, незважаючи на сприятливі економічні показники, з поч. 1980-х років  у селі почалися негативні демографічні тенденції. Якщо в 1962 році чисельність населення села становила 968 чоловік, то в 1997 році вона скоротилася до 429 чоловік, а за даними перепису 2001 року, у селі проживало 378 чоловік.